# Gate 13
Gate 13 (z ang., w tłumaczeniu na polski: Bramka 13; gr. Θυρα 13) – najpopularniejszy fanklub Panathinaikosu Ateny, greckiego klubu piłkarskiego.
Nazwa wywodzi się od części historycznego stadionu im. Apostolosa Nikolaidisa w Atenach, gdzie siadywali najzagorzalsi fani klubu. Przy bramce 13 znajdował się tzw. młyn. Fanklub został założony w roku 1966 i był pierwszym w historii sportowym fanklubem założonym w Grecji.